# Дайслинген
Дайслинген (нем. Deißlingen) — община в Германии, в земле Баден-Вюртемберг.
Подчиняется административному округу Фрайбург. Входит в состав района Ротвайль.  Население составляет 6008 человек (на 31 декабря 2010 года). Занимает площадь 32,16 км².